# Polo als Jocs Olímpics d'estiu de 1908
Als Jocs Olímpics de 1908 realitzats a la ciutat de Londres es realitzà una única prova de polo en categoria masculina, convertint-se en la segona ocasió que aquest esport de pilota formava part del calendari olímpic.
Formaren part del torneig tres equips, dos britànics i un irlandès, tots ells en representació del Regne Unit. Els dos conjunts britànics jugaren una semifinal, guanyant l'equip Roehampton, el qual s'enfrentà a l'equip irlandès, al qual vencé en la final. Els dos equips restants no s'enfrontaren entre si i se'ls concedí als dos la medalla d'argent.

## Resum de medalles
| Prova         | Or | Argent | Bronze        |
| Equip masculí | Regne Unit RoehamptonCharles Darley Miller · George Arthur Miller · Patteson Nickalls · Herbert Haydon Wilson | Regne Unit Hurlingham Club Walter Buckmaster · Frederick Freake · Walter Jones · John Wodehouse Regne Unit IrelandJohn Hardress Lloyd · John Paul McCann · Percy O'Reilly · Auston Rotheram | No es concedí |

## Resultats

### 1r partit
El Hurlingham marcà primer, amb un gol a la segona part fet per Jones. Aquest gol fou remuntat pel Roehampton amb dos gols en el tercer període i un tercer en el quart.
| 18 de juny | GBR Roehampton | 3 | - | 1 | GBR Hurlingham | Hurlingham Grounds |

### 2n partit
El segon partit quedà decidit des d'un primer moment, amb el Roehampton marcant dos gols en el primer període i tres més en el segon. Irlanda va fer el gol de l'honor poc abans de finalitzar el partit, quan el resultat era un clar 8-0.
| 21 de juny | GBR Roehampton | 8 | - | 1 | GBR Irlanda | Hurlingham Grounds |

## Medaller
| Posició | País       | Or | Argent | Bronze | Total |
| 1       | Regne Unit | 1  | 2      | 0      | 3     |